# Canley Heights, New South Wales
Canley Heights este o suburbie în Sydney, Australia.